# Ondřej Kocour z Votína
Ondřej Kocour z Votína (* ? – 21. června 1621, Praha) byl pražský měšťan, novoměstský radní. Jeden ze 27 českých pánů, kteří byli 21. června 1621 popraveni na Staroměstském náměstí za účast na stavovském povstání. 